# یونی، هوکایدو
یونی، هوکایدو (به لاتین: Yuni, Hokkaido) یک منطقهٔ مسکونی در ژاپن است که در Sorachi Subprefecture واقع شده‌است. یونی  ۶٬۴۱۰ نفر جمعیت دارد.